# Geologisches Landesamt
Ein Geologisches Landesamt ist in Deutschland zuständig für die Sammlung und Verwaltung von geowissenschaftlichen Daten eines Bundeslandes. Es ist zentrale Anlaufstelle für geowissenschaftliche Fragestellungen etwa zu Geologie, Hydrogeologie und Ingenieurgeologie der Bundesländer. Seine Aufgaben liegen darüber hinaus in der geologischen Landesaufnahme, der Erfassung von Rohstoffen und der Planung von Rohstoffgewinnung, in der Erfassung geologischer Risiken wie Erdbeben und in weiteren Sachgebieten. Die Organisationsform der geologischen Landesämter ist unterschiedlich geregelt: in manchen Fällen ist es ein eigenständiges Landesressort, in anderen ist es zusammengefasst mit anderen, häufig mit dem Landesumweltamt.
Zuständig für geologische Fragestellungen auf der Bundesebene ist in Deutschland die Bundesanstalt für Geowissenschaften und Rohstoffe (BGR) in Hannover. In Österreich ist die Geologische Bundesanstalt Wien nicht nur für nationale geowissenschaftliche Fragestellungen zuständig, sondern auch für diejenigen, die einzelne Bundesländer betreffen.

## Geologische Landesämter in Deutschland
Die geologischen Landesämter sind zentral über das Internet-Portal der BGR zu erreichen. Verschiedene Landesämter bieten online den Zugriff auf geologische Karten und andere geologische Informationen an, die über die Internetauftritte der jeweiligen Landesämter zu erreichen sind. Einige der angeführten geologischen Fachbehörden existieren nicht (mehr) als eigenständige Organisationen, sondern sind Fachabteilungen der entsprechenden Ämter.
- Landesamt für Natur und Umwelt des Landes Schleswig-Holstein, Kiel
- Landesamt für Umwelt, Naturschutz und Geologie Mecklenburg-Vorpommern, Güstrow
- Geologisches Landesamt Hamburg
- Geologischer Dienst für Bremen
- Senatsverwaltung für Stadtentwicklung, Berlin
- Landesamt für Bergbau, Geologie und Rohstoffe Brandenburg, Cottbus
- Landesamt für Umwelt, Landwirtschaft und Geologie, Dresden
- Landesamt für Geologie und Bergwesen Sachsen-Anhalt, Halle
- Landesamt für Bergbau, Energie und Geologie, Hannover
- Geologischer Dienst Nordrhein-Westfalen, Krefeld
- Landesamt für Geologie und Bergbau Rheinland-Pfalz, Mainz
- Landesamt für Umwelt- und Arbeitsschutz Saarland, Saarbrücken
- Hessisches Landesamt für Naturschutz, Umwelt und Geologie
- Thüringer Landesanstalt für Umwelt und Geologie
- Landesamt für Geologie, Rohstoffe und Bergbau Baden-Württemberg
- Bayerisches Landesamt für Umwelt, Augsburg